# Runenstein M 5

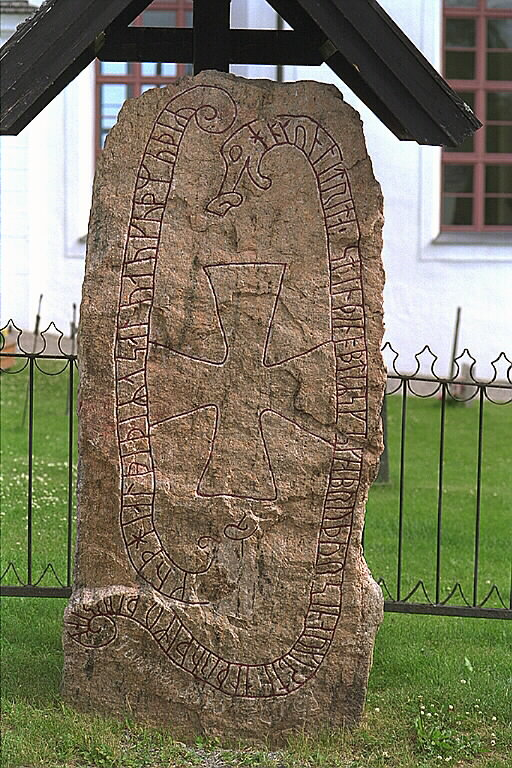
Attmarsten

Der Runenstein M 5 (auch Attmarstenen oder Runenstein von Attmarby genannt) ist ein Runenstein neben dem Eingang des Friedhofes an der Kirche von Attmar im Kirchspiel Attmar, keine 100 m vom See Marmen in Medelpad in Schweden. Direkt daneben befindet sich das kleinere Runensteinfragment M 4.
Der mittelalterliche Stein aus Granit ist 2,25 m hoch und 102 cm breit. Es wurde in Attmarby 1875 mit den Runen nach unten entdeckt; seine Herkunft ist unbestimmt.
Interessant ist, dass der Frauenname Altrud nur auf diesem Stein und auf dem Bergasten (M 3) in Njurunda, etwa 20 Kilometer von Attmar entfernt, zu finden ist. Auf dem Stein M 5 ist Altrud die Mutter der beiden Brüder Håkon/Håkan und Skygne, während sie auf M 3 die Tochter des Paars ist, für das der Stein gesetzt wurde; möglicherweise beziehen sich beide Steine auf dieselbe Altrud. Da Håkon/Håkan auf zwei weiteren Steinen in der Nähe von Attmar (M 6 in Målsta und M 7 in Tuna) erwähnt wird, könnten so vier Generationen der Familie von Altrud und Håkon/Håkan skizziert werden.
Die Inschrift im Runensteinstil Pr2 steht in zwei Schlangenbändern, die mittig ein Tatzenkreuz umgeben. Sie lautet: „Håkan hat diesen Stein zum Gedenken an Skygne, seinen Bruder, und zur Erinnerung an Altrud, seine Mutter, gemacht. Gott und die Gottesmutter helfen ihrer Seele.“